# Неканонические православные церкви в Крыму
Неканонические православные церкви в Крыму — общее обозначение церковных объединений на территории Крымского полуострова, находящихся вне евхаристического общения с единой Православной церковью.

## Епархии неканонических церквей

### УПЦ КП
- Симферопольская и Крымская епархия

Главы епархии:
- патриарх Филарет (Денисенко) (1995—1996) — временно управляющий
- Антоний (Махота) (18 июня 1996 — 19 октября 1997)
- патриарх Филарет (Денисенко) (1997—2000) — временно управляющий
- Климент (Кущ) (23 июля 2000 — 15 декабря 2018)

### Автономная Украинская Православная Церковь в Америке
- Херсонская и Крымская епархия

### Готская Поместная Церковь Иисуса Христа
- Предстоятель — архиепископ Дамиан (Акимов) (сентябрь 2007 — н. в.[2])
- Митрополит Херсонесский и Сугдейский — Алексий (Кириархис) (июнь 2013 — сентябрь 2013[3])
- Епископ Фульский — Аммун (Дикий) (июнь 2013 — н. в.[3])
- Пресвитер Готский — Павел (Федоров) (февраль 2020 — н. в.[4])

## Титулярные епархии и мистификации

### Русская Катакомбная Церковь Истинных Православных Христиан (неоандреевцы)
Неоандреевцы — условное наименование групп старообрядцев, входящих в иерархию выстроенную Алексеем Смирновым, и с точки зрения последнего имеющие преемственность от андреевцев (Единой древлеправославной церкви, основанной архиепископом Андреем (Ухтомским), православным иерархом, в конце жизни присоединившемуся к Белокиницкой иерархии старообрядцев).
По легенде Алексей Смирнов (он также заявляет, что является потомком графов фон Сиверс) был в 1994 поставлен 96-летним полупарализованным андреевским епископом Амфилохием (Шибановым) (который считается погибшим еще в 1983). Практически сразу Амфилохий умирает и новорукоположенный епископ Амвросий становится главой андреевцев и начинает учреждать свою иерархию.
9 сентября 2003 года Амвросий признался в отсутствии у него апостольского преемства, и фактически в самосвятстве. После этого о нем ничего не было слышно, вроде бы он уехал за границу. Отдельные крайне малочисленные общины продолжали существовать и вести, похожую по стилю на сиверсовскую, деятельность. Примерно через год после своего признания Сиверс вновь начинает активную деятельность, но его «возвращения» не признал Дмитрий Руцкий (Анафемат), возглавляющий две общины в Чебоксарах (ок. 20 человек), провозгласивший себя «и. о. местоблюстителя Готфской архиепархии».

#### Иерархия церкви
Глава
- Амвросий (фон Сиверс), епископ Готфский (20 июня 1994 — н. в.)

Епископат
- 1 архиепископ и 25 епископов[5]

### «Высшее церковное управление православной Российской церкви»
«Высшее церковное управление Православной Российской Церкви» — образование, возникшее после обращения митрополитов Арсения и Тихона (Кисилёвых) к «коллегам» 15 декабря 2005. Представляет собой свободную федерацию так называемых «автономных митрополичьих округов».

#### Иерархия
- Дамиан (Акимов), заштатный Архиепископ Готский (декабрь 2005 — сентябрь 2007)
- А также 7 других иерархов с разными статусами[8]